# 质量源于设计
质量源于设计（英文：Quality by design，简称：QbD），或稱质量设计，是质量专家约瑟夫·朱兰（Joseph M. Juran）在其著作中首次引入的概念，较著名的是1992年出版的《朱兰-质量源于设计》。为质量和创新而设计是“朱兰三部曲”也称“朱兰质量三元论”中的三个通用流程之一，其中他描述了在新产品、新服务和新流程中实现突破所需的条件。朱兰相信：质量是可以被计划的，而且大多数的质量危机和问题都与质量计划的方式有关。
虽然质量源于设计的原理和理念已广泛用于工业，尤其是汽车工业中以提高汽车产品的过程质量。其同样已被美国食品和药物管理局（FDA）用于药物的发现、开发和制造环节。

## 朱兰-质量源于设计
“朱兰三部曲”将“质量”一词定义为两种含义：首先，创造符合客户满意度的产品特性；其次，这些产品特性的可靠性。产品特性未达要求会导致用户不满，因此避免相关问题是质量改进的目的，而创造产品特性是质量源于设计的目的。朱兰的流程理念旨在创造一种产品特性，其能快速理解并回应客户的需求，即产品特性要以客户为导向。所有的产品特性归纳起来，即：新的产品、服务或流程。
质量源于设计模型包括以下步骤：
1. 确立项目并设定目标。
2. 定义目标市场和客户人群。
3. 发现市场、客户和社会需求。
4. 开发满足客户需求特性的新设计。
5. 反复开发流程以生产出符合需求的产品。
6. 开发流程控制，将新设计转移至运营中。[7]

质量源于设计不是统计设计方法，與六西格玛设计不同。

### 统筹规划
综合规划需要一个具备领导者的团队，其唯一责任是从定义商业机遇，到用户采购、使用、客户服务和产品推荐，以确保新产品的全面成功。团队负责人可向高级管理人员直接汇报，或直接由高级管理人员担任。每个团队成员的任务是确保新产品的成功。除了组织整合之外，一个成功的团队还必须先明确共同的产品目标，该目标须被企业评估和授权。
这些目标须至少包括以下要素：
- 新产品要服务的客户或客户群
- 相对质量目标和绝对质量目标
- 短期和长期的销售量或收入
- 相对于主要竞争对手的市场份额、渗透率或销售额
- 新产品发布时间

该团队将遵循结构化的流程，该结构是所有参与者推出新产品的共同框架，以有助于确保新产品的成功。

### 以客户为中心的优化
质量源于设计的理念始于客户，也终于客户：每个新产品推出前都会在各个方面进行适当的平衡。如果客户群体较大，其需求之间可能会相互抵触。即便同一个客户也可能有相互对立的需求。产品容量和速度与运营成本互相竞争，产品容量同时可以与速度竞争。产品增加灵活性和功能性同时可能会降低易用性等。质量源于设计提供了一系列工具和方法，旨在为客户明确、优化并平衡产品需求。其中部分工具是高度数字化的，其余工具则更多地与客户行为相关。质量源于设计对工业创新过程提出了更高的要求，如：功能设计、产品特性和目标以及生产设计。

### 控制偏差并转移至运营
质量源于设计的理念可结合现代工具以提前控制偏差。这些工具和方法先使用历史数据，通过测试和建模来测量和理解存在的偏差。以使用标准统计技术进行预测、分析和消除偏差引起的问题。
过程控制包括三要素：
1. 评估过程中产品实际性能
2. 比较产品实际性能与设定目标的差距
3. 对存在的差距采取行动[7]

质量源于设计过程的最终一环是实施计划，并验证转移已经发生。

## 药品生产中的质量源于设计
FDA于2007年推出关于药品质量研究的报告：“21世纪药品质量：基于风险的方法”。在过去几年中，FDA已将QbD的概念贯彻到审批上市药物的流程中。QbD概念的核心是将质量设计入产品：理解产品与其生产过程，以及开发与生产中存在的风险，并如何最大程度地降低这些风险。在此之前，药物公司经历了“质量源于分析”（Quality by analysis）和“质量源于生产”（Quality by production）的过程，其分别着重强调：药品质量关键在于药品生产和放行前的分析手段，或药品质量关键在于药品的生产环节。
生物技术产品办公室（OBP）倡议使用QbD理念指导药物开发，以促进药品和其生产工艺的设计，从而最大限度地提高产品的功效和安全性，同时提高产品的可制造性。

### FDA推动QbD理念
为指导QbD理念的实施，下列措施正在进行：
- 在FDA新药质量评估办公室（ONDQA）中，基于运用药品和药品生产过程的知识，建立新的基于风险的药物质量评估系统（PQAS）。[14]
- 实施试点计划，药品的生产商提交新药申请（NDA）的文件信息，允许证明其使用QbD原理进行药品生产和工艺过程控制。 2006年，默克公司研发的治疗2型糖尿病药物西格列汀成为第一个基于QbD理念，成功申请并获得批准的新药。[15][16][17]
- 药物审评与研究中心（CDER）的仿制药办公室已开始实施基于问题的审评（Question-based Review，QbR）流程。[14]
- 根据ICH Q10生命周期质量体系，CDER合规办公室在药品申报中实施QbD理念方面发挥作用：优化药品获批前的审评流程，以评估药品商业化生产流程的可行性，并确定药品的生产过程在其整个生命周期，即从新药上市至最后退出市场的过程中，均被受到控制。[14]
- 生物许可申请（BLA）领域的首个基于QbD理念生产并获批的药物，是罗氏制药的奥妥珠单抗。[18][19][20][21]

虽然QbD可以提供较好的设计预测，但在工业放大生产和商业生产期间不断积累的制造经验，对于药品生产工艺和药品生产原材料的帮助均不可或缺。 FDA于2011年1月发布的工艺验证指南中指出，药品生产企业需不断从生产中获取相关的经验与知识，并通过工艺研发与变更发现并解决药品生产中的根本问题，从而使药品整个生命周期过程中的生产工艺不断改进。

### ICH推动QbD理念
FDA与欧盟（欧洲药品管理局）和日本的监管机构合作，通过人用药品注册技术要求国际协调会议进一步推进质量源于设计的目标。ICH指南Q8到Q11概括了这些统一意见，并为药品生产企业在其运营中实施质量源于设计的理念提供帮助。ICH于2004年首次发布了Q8指南，阐述基于QbD的药物制剂开发，随后于2008年进行修订（Q8（R2））。ICH指南Q9阐述质量风险管理计划；Q10阐述制药质量体系；Q11阐述包括生物制品在内的药理活性物质的开发。
2017年11月，ICH发布了指南Q12征求公众意见稿，以扩展指南Q10中最初定义的产品生命周期管理计划的建议。根据ICH意见，指南Q13将扩展以前的指南以适应连续药品生产 ，Q2阐述的分析验证将被修订并扩展至指南Q2（R2）/Q14中，并包括设计源于分析或AQbD。
ICH指导委员会每年召开两次会议，讨论其工作进展。ICH在此方面的投入非常有益，可有助于确保质量风险管理和知识管理的知识运用于调整药品的生命周期，并保持药品的过程控制和产品质量。

## 扩展阅读
- Joseph M. Juran; Godfrey, A.B. and Kenett, R.S. . Quality and Reliability Engineering International. 2007, 23: 653–663.
- Kenett R.S.; Kenett D.A. . Accreditation and Quality Assurance. 2008, 13 (12): 681–690.